# 锡马库尔布
锡马库尔布（法語：Simacourbe，法語發音：[simakuʁb]）是法国大西洋比利牛斯省的一个市镇，位于该省东北部，属于波城区。

## 地理
锡马库尔布（43°26'35"N, 0°9'59"W）面积11.08 平方千米，位于法国新阿基坦大区大西洋比利牛斯省，该省份为法国东南部省份，涵盖了贝阿恩与北巴斯克，西临大西洋比斯開灣，北至朗德省，东北接热尔省，东临上比利牛斯省，南与西班牙接壤。
与锡马库尔布接壤的市镇（或旧市镇、城区）包括：埃斯屈雷斯、热尔德雷斯特、拉隆格、朗贝、莱斯皮耶勒、吕萨涅-吕松、马斯皮-拉隆凯尔-瑞亚克、莫纳叙-欧迪拉克、拉讷科布、桑松利翁。

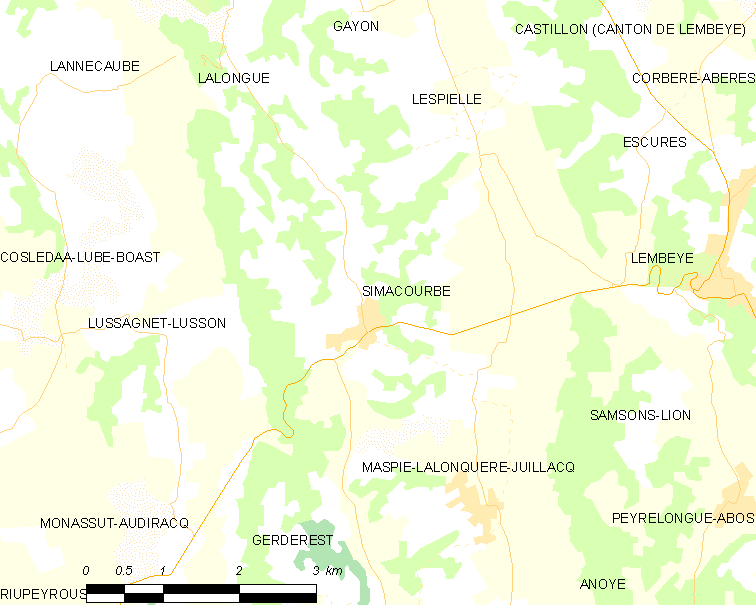
锡马库尔布的OSM定位图

锡马库尔布的时区为UTC+01:00、UTC+02:00（夏令时）。

## 行政
锡马库尔布的邮政编码为64350，INSEE市镇编码为64524。

## 政治
锡马库尔布所属的省级选区为吕伊河土地和维克比伊山坡县。

## 人口

1962-2008年间锡马库尔布人口变化图示

锡马库尔布于2022年1月1日时的人口数量为422人。